# Giappone ai XVI Giochi olimpici invernali
Il Giappone partecipò ai XVI Giochi olimpici invernali, svoltisi ad Albertville, Francia, dall'8 al 23 febbraio 1992, con una delegazione di 60 atleti impegnati in undici discipline.